# 特拉薩斯山
74°52′S 63°51′W / 74.867°S 63.850°W
特拉薩斯山是南極洲的山峰，位於帕爾默地，處於奧斯汀山以西18公里，美國地質調查局根據測量和該國海軍的空中照片繪入地圖，現時由南極條約體系管理。